# کلسیم پروپانوات
کلسیم پروپانوات (به انگلیسی: Calcium propanoate) با فرمول شیمیایی C۶H۱۰CaO۴ یک ترکیب شیمیایی با شناسه پاب‌کم ۱۹۹۹۹ است. که جرم مولی آن ۱۸۶٫۲۱۹۲ g/mol می‌باشد. شکل ظاهری این ترکیب، جامد بلوری سفید است.